# Henning Hauger
Henning Hauger (Bærum, Noruega, 17 de julio de 1985) es un futbolista noruego que juega como centrocampista en el Bærum SK de la Oddsenligaen.

## Clubes
| Club                   | País     | Año       |
| ---------------------- | -------- | --------- |
| Stabæk IF              | Noruega  | 2002-2011 |
| Hannover 96            | Alemania | 2011-2012 |
| Lillestrøm SK (cedido) | Noruega  | 2012      |
| IF Elfsborg            | Suecia   | 2013-2016 |
| Strømsgodset IF        | Noruega  | 2017-2019 |
| Bærum SK               | Noruega  | 2021-     |